# Thomasia (dier)
Thomasia is het grootste geslacht van uitgestorven zoogdieren uit de orde Haramiyida. Het geslacht is bekend van het Rhaetien (Boven-Trias) tot Lias (Onder-Jura) van Engeland, Frankrijk, Duitsland, België en Zwitserland. Het geslacht is ook bekend geweest onder de namen Haramiya Simpson, 1947, Microcleptes Simpson, 1928 and Microlestes Plietzinger, 1847. Omdat Microlestes ('kleine dief') al eerder was gebruikt voor een insect werd de naam vervangen door Microcleptes (ook 'kleine dief'), dat echter ook al was gebruikt voor een insect, zodat het door Haramiya (weer 'kleine dief', maar dan in het Arabisch) werd vervangen. Thomasia is waarschijnlijk genoemd naar de bioloog Oldfield Thomas. De dieren die tot 'Haramiya' werden gerekend zijn alleen bekend van boventanden, terwijl de 'echte' Thomasia alleen bekend is van ondertanden, maar tegenwoordig zijn de meeste biologen het erover eens dat Haramiya en Thomasia één en hetzelfde geslacht zijn.

## Soorten
Thomasia omvat de volgende soorten:
- Thomasia antiqua (Boven-Trias tot Onder-Jura van Frankrijk, Duitsland, Zwitserland en Engeland)
- Thomasia hahni (Boven-Trias van Duitsland)
- Thomasia moorei (Boven-Trias tot Onder-Jura van Frankrijk, Engeland en Zwitserland)
- Thomasia wouteri (Boven-Trias van België)